# Episodi di Iron Fist (prima stagione)
La prima stagione della serie televisiva Iron Fist, composta da 13 episodi, è stata interamente pubblicata dal servizio di video on demand Netflix il 17 marzo 2017 in tutti i territori in cui Netflix è disponibile.
La stagione è stata rimossa da Netflix il 1º marzo 2022 e pubblicata negli Stati Uniti il 16 marzo 2022 su Disney+, mentre in Italia è stata pubblicata il 29 giugno 2022.
Gli antagonisti principali sono: Harold Meachum, Bakuto, Madame Gao e l'organizzazione nota come "La Mano".
| n. | Titolo originale               | Titolo italiano                         | Pubblicazione |
| -- | ------------------------------ | --------------------------------------- | ------------- |
| 1  | Snow Gives Way                 | La neve cede                            | 17 marzo 2017 |
| 2  | Shadow Hawk Takes Flight       | Dall'ombra il falco spicca il volo      | 17 marzo 2017 |
| 3  | Rolling Thunder Cannon Punch   | Tuono roboante, pugno cannone           | 17 marzo 2017 |
| 4  | Eight Diagram Dragon Palm      | Il palmo degli otto diagrammi del drago | 17 marzo 2017 |
| 5  | Under Leaf Pluck Lotus         | Cogliere il loto sotto la foglia        | 17 marzo 2017 |
| 6  | Immortal Emerges from Cave     | L'immortale emerge dalla grotta         | 17 marzo 2017 |
| 7  | Felling Tree with Roots        | Abbattere l'albero con le radici        | 17 marzo 2017 |
| 8  | The Blessing of Many Fractures | La benedizione delle fratture multiple  | 17 marzo 2017 |
| 9  | The Mistress of All Agonies    | La signora delle mille agonie           | 17 marzo 2017 |
| 10 | Black Tiger Steals Heart       | La tigre nera strappa il cuore          | 17 marzo 2017 |
| 11 | Lead Horse Back to Stable      | Riportare il cavallo nella stalla       | 17 marzo 2017 |
| 12 | Bar the Big Boss               | Bloccare il grande capo                 | 17 marzo 2017 |
| 13 | Dragon Plays with Fire         | Il drago gioca con il fuoco             | 17 marzo 2017 |

## La neve cede
- Titolo italiano proposto da Disney+: La neve cede il passo

- Titolo originale: Snow Gives Way

- Diretto da: John Dahl
- Scritto da: Scott Buck

### Trama
New York: Danny Rand, vestito di stracci, entra nell'edificio della Rand Enterprise chiedendo di vedere Harold Meachum, ma viene cacciato a causa del suo aspetto. Danny rientra nell'edificio e si fa strada fino all'ultimo piano, dove incontra Ward e Joy, figli di Harold e suoi amici d'infanzia. I due rivelano che Harold è morto da dodici anni e lo mandano via, non credendo che egli sia davvero Danny Rand; egli infatti è apparentemente morto dopo un incidente aereo in cui persero la vita anche i suoi genitori. Danny incontra in un parco Colleen Wing, una ragazza proprietaria di un dojo di arti marziali; Danny le chiede un lavoro ma la ragazza rifiuta. Danny tenta nuovamente di convincere Joy e Ward di essere davvero lui, ma i due fratelli credono che si tratti di una frode creata da un'azienda avversaria. Danny viene attaccato da dei mercenari assunti da Ward, che teme che il ritorno di Rand possa distruggere tutto il suo lavoro all'interno dell'azienda. Ward si incontra con suo padre Harold, in realtà vivo e nascosto in un attico. Harold crede che Danny sia davvero chi dice di essere. Danny cerca di parlare nuovamente con Joy per spiegargli quello che ha fatto suo fratello, ma la donna lo droga; Danny si risveglia in un ospedale psichiatrico. Attraverso dei flashback viene mostrato lo schianto dell'aereo con a bordo i Rand sull'Himalaya.

## Dall'ombra il falco spicca il volo
- Titolo italiano proposto da Disney+: Il falco spicca il volo dall'ombra

- Titolo originale: Shadow Hawk Takes Flight
- Diretto da: John Dahl
- Scritto da: Scott Buck

### Trama
Danny viene dato in cura al dottor Paul Edmonds e continua a sostenere la sua identità. Harold sorveglia con delle microcamere l'ospedale e decide di mandare Ward da Colleen per chiederle di confermare lo stato mentale precario di Danny. Harold decide di uscire dal suo nascondiglio e fa visita a Danny, che rivela di essere l'attuale Iron Fist, nemico mortale della Mano. Colleen rifiuta l'offerta di Ward e fa visita a Danny. Joy mette alla prova Danny e capisce che il ragazzo dice la verità. Danny rivela a Edmonds di essere stato salvato dal luogo dello schianto aereo da due monaci e di essere stato portato a K'un-Lun, una città esistente in un'altra dimensione che appare sulla Terra ogni quindici anni. Edmonds crede all'identità di Danny ma non alla storia su K'un-Lun, e afferma che Danny soffre di un disordine mentale dovuto al trauma. Dopo aver saputo che Danny è l'Iron Fist, Harold manda Ward a liberarlo per trasferirlo in una struttura sicura. Tuttavia Ward manda i suoi uomini per uccidere Danny, che evoca il potere dell'Iron Fist, sconfigge gli uomini di Ward e fugge dall'ospedale.
- Citazioni e riferimenti: Durante il colloquio con Danny il dottor Edmonds cita la Battaglia di New York dicendo che dopo questa molte persone si convincono di avere super poteri, in risposta a Danny che afferma di essere Iron Fist.

## Tuono roboante, pugno cannone
- Titolo italiano proposto da Disney+: Rombo di tuono, pugno cannone
- Titolo originale: Rolling Thunder Cannon Punch
- Diretto da: Tom Shankland
- Scritto da: Quinton Peeples

### Trama
Viene rivelato che Harold è tenuto sotto sorveglianza da una donna che lo punisce per aver lasciato l'attico. Danny chiede aiuto a Colleen, che acconsente a ospitarlo nel dojo. Danny fa visita a Joy, che gli offre 100 milioni di dollari per cambiare identità e scomparire. Danny rifiuta e si incontra con Jeri Hogarth, avvocatessa di successo che lavorava per la Rand Enterprise. Hogarth acconsente a rappresentarlo in cambio di un contratto di esclusiva tra il suo studio e la Rand Enterprise. All'incontro con gli avvocati della Rand Enterprise Hogarth presenta come prova una ciotola costruita da bambino da Danny su cui ci sono le sue impronte digitali e posseduta da Joy. Danny viene quindi riconosciuto come legittimo erede di Wendell Rand e possessore del 51% delle azioni della Rand Enterprise. Nel frattempo Harold costringe Ward a comprare un molo specifico. Danny intuisce che Harold è vivo e segue Ward all'attico, dove tuttavia viene spinto fuori dalla finestra. Nei flashback Danny viene picchiato dai monaci.

## Il palmo degli otto diagrammi del drago
- Titolo originale: Eight Diagram Dragon Palm
- Diretto da: Miguel Sapochnik
- Scritto da: Scott Reynolds

### Trama
Danny si sveglia nell'attico di Harold, che rivela che il suo cancro fu segretamente curato dalla Mano, che in cambio ottenne la sua lealtà, impedendogli di rivelarsi al mondo e permettendogli di parlare solo con Ward. Harold chiede a Danny di distruggere la Mano, che si è infiltrata nella Rand Enterprise. In una conferenza stampa viene annunciato il ritorno di Danny. Durante una riunione Danny, in quanto socio di maggioranza, decide di vendere un farmaco al prezzo di costo in modo da salvare quante più vite possibili. Joy viene attaccata dalla Triade ma Danny giunge in suo soccorso. Danny affronta il leader della Triade, che rivela di aver attaccato Joy poiché la Rand Enterprise ha sottratto loro il molo appena acquistato. Tuttavia non appena Danny rivela che l'acquisto è stato voluto dalla Mano la Triade si scusa. Come ricompensa per l'acquisto del molo, la Mano permette a Harold di guardare Joy da lontano. Danny riceve un messaggio da Yang Hai-Qing.
- Citazioni e riferimenti: nella versione originale Ward Meachum paragona Danny Rand a Daredevil. Nel doppiaggio italiano Danny viene invece paragonato a Spider-Man.

## Cogliere il loto sotto la foglia
- Titolo originale: Under Leaf Pluck Lotus
- Diretto da: Uta Briesewitz
- Scritto da: Cristine Chambers

### Trama
A New York gira un nuovo tipo di eroina sintetica. Attraverso una soffiata della Triade, Danny scopre che la droga viene spacciata per conto della Mano servendosi del molo che quest'ultima ha costretto Harold Meachum ad acquistare sotto minaccia. Danny sceglie di andare al molo, ma chiede l'aiuto di Colleen, che durante una cena al dojo gli presenta una sua allieva, Claire Temple (l'infermiera di Hell's Kitchen presente nelle altre serie Marvel). Danny dimostra chiaramente di provare qualcosa per Colleen. Quella notte, mentre i due si infiltrano al molo, scoprono che in uno dei camion nel quale poi Danny rimane rinchiuso vi è nascosto Radovan, il chimico che produce la nuova droga, a sua volta minacciato dalla Mano attraverso il rapimento di sua figlia. L'uomo produce la droga in modo che la Mano la possa spacciare in città. Dopo una lotta serrata con la guardia personale di Radovan, dove quest'ultimo rimane accidentalmente pugnalato nella colluttazione tra gli altri due, Danny usa il potere dell'Iron Fist per sfondare il camion e fuggire. Danny porta l'uomo ferito da Claire per prestargli soccorso, e lo stesso Radovan si fa promettere da Danny di salvare sua figlia.
Parallelamente, la Rand Enterprise sta intraprendendo una causa contro le famiglie di alcune vittime di avvelenamento a causa delle presunte scorie prodotte da una loro fabbrica a Staten Island, causa che sta mettendo a dura prova Joy e Ward (quest'ultimo sta assumendo psicofarmaci e miorilassanti per resistere allo stress e al controllo ossessivo del padre).
L'episodio si conclude in un magazzino di New York nel quale viene barbaramente uccisa la guardia del corpo di Radovan dalla stessa donna che fa parte della Mano e che sta ricattando Harold Meachum, che si scopre essere Madame Gao, l'anziana cinese che trafficava droga ed era poi fuggita in Cina dopo essere stata smascherata e sconfitta da Daredevil ad Hell's Kitchen.

## L'immortale emerge dalla grotta
- Titolo italiano proposto da Disney+: L'immortale emerge dalla caverna
- Titolo originale: Immortal Emerges from Cave
- Diretto da: RZA
- Scritto da: Dwain Worrell

Danny, con l'aiuto di Ward, segue una pista di magazzini possibili dove trovare la figlia di Radovan che ha promesso di salvare, e in uno di questi vi trova la testa mozzata della vittima di Madame Gao con un invito ad accettare la sfida ad un torneo all'ultimo sangue per liberare la ragazza. Intanto Colleen e Claire fanno il possibile per tenere in vita Radovan gravemente ferito, ma nonostante l'uomo si rifiuti di andare in ospedale a causa di un mandato di cattura nei suoi confronti, le ragazze si vedono costrette a portarvelo. Lì, però, l'uomo viene nuovamente rapito dalla Mano e le ragazze ne perdono le tracce. Alla Rand Enterprises Ward affronta quella che sembra essere un'astinenza dai suoi psicofarmaci e miorilassanti che lo porta a perdere sempre più il controllo, tanto che persino sua sorella Joy rimane sbalordita dal comportamento di suo fratello che aggredisce una farmacista.
Nel frattempo Danny accetta la sfida della Mano e raggiunge un tempio nascosto in un magazzino dove incontra la terribile Madame Gao, l'anziana signora cinese della Mano che qualche tempo prima già Daredevil aveva affrontato ad Hell's Kitchen. La donna propone all'uomo una serie di 3 combattimenti mortali con guerrieri esperti della Mano in cambio della resa della Mano sul controllo di New York e della libertà della giovane figlia di Radovan, combattimenti nei quali Danny vede sempre di più abbracciare il suo destino di Iron Fist, il leggendario guerriero col compito di sconfiggere la Mano.
Durante l'ultimo dei tre combattimenti, una scorretta Madame Gao non rispetta i patti iniziali e Danny è costretto a ritirarsi per salvare la vita della ragazza, pur 'perdendo l'onore e dimostrando di non essere un vero Iron Fist' (secondo il codice dell'ordine dei monaci di K'un-Lun). In quel frangente si scopre che Madame Gao è tutt'altro che una semplice anziana, infatti sembra conoscere bene sia K'un-Lun che il padre di Danny, e tutt'altro che debole poiché riesce a colpire Danny con un potente attacco spirituale. Ma Madame Gao, pur liberando la giovane donna come promesso, sostiene che la Mano non rinuncerà al controllo di New York. Danny si vede costretto ad arrendersi per il momento e quindi abbandona il tempio con la figlia di Radovan che ha appena salvato.
- Citazioni e riferimenti: durante il colloquio con i fratelli Meachum, Wayne Olsen dice loro che al momento "hanno più visualizzazioni dell'incredibile Uomo Verde", riferendosi ovviamente a Hulk.

## Abbattere l'albero con le radici

Una scena dell'episodio

- Titolo originale: Felling Tree with Roots
- Diretto da: Farren Blackburn
- Scritto da: Ian Stokes

La mano minaccia Harold Meachum nel suo nascondiglio poiché Madame Gao sospetta di una sua collaborazione con Danny, ovvero l'Iron Fist. Quando stanno per tagliargli un dito, arriva proprio Danny giusto in tempo per aiutarlo a salvarsi, ma Harold uccide i due uomini della Mano e si mozza un dito da solo, nella speranza di mandarlo a Madame Gao e coprire per un po' la sparizione dei due uomini, di cui si sbarazza dei corpi con l'aiuto di un Ward sempre più sulla crisi di nervi. Danny, intanto, è sempre più in intimità con Colleen e passano la notte insieme, anche se il giorno dopo quest'ultima riceve la visita di Bakuto, un misterioso vecchio amico al quale rivela il potere dell'Iron Fist che Danny detiene.
Dal punto di vista societario, Danny comunica alla stampa di voler chiudere lo stabilimento a Staten Island che causava avvelenamenti massicci a molte persone, pur avendo l'intero consiglio direttivo contrario alla sua decisione, ma che si vede costretto ad acconsentire vista la fuga di notizie trapelata ai media grazie allo stesso Danny. Nonostante il successo positivo e il prestigio che la scelta di Danny porta all'immagine dell'azienda, il consiglio direttivo comunica a Joy la volontà di licenziarla assieme al fratello e allo stesso Danny.
Contemporaneamente, Danny inizia ad indagare negli archivi della Rand per cercare legami tra suo padre e Madame Gao, dato che quest'ultima gli aveva detto che si conoscevano in passato, quando inaspettatamente la stessa Gao si presenta nel suo ufficio e gli rivela che anche lei fa parte della Rand Enterprises e offre ancora una volta la possibilità a Danny di arrendersi alla Mano, minacciando in caso contrario la vita di Colleen e di Claire. Seguendo e origliando la donna in un piano segreto del Rand Building, Danny ha conferma di come la Mano e Gao si stiano servendo della Rand come rete di distribuzione della loro eroina sintetica, di essere pronti per la produzione di massa e, quindi, di non avere più bisogno di Radovan il chimico; Danny si impossessa di un tablet con delle credenziali di Gao per scoprire ancora più dettagli con l'aiuto di Harold Meachum e scopre un magazzino dove probabilmente si trova il loro centro di produzione, smistamento e lo stesso Radovan tenuto prigioniero. Con l'effetto sorpresa e con l'obiettivo di sabotare il magazzino e salvare Radovan, Danny chiede aiuto a Colleen e le rivela che la Mano sa tutto di lei e che è in pericolo. Colleen accetta ma il suo aiuto da solo non basta: Danny quindi riesce ad ottenere anche l'aiuto della Triade, anch'essa nemica della Mano. Quindi assaltano il magazzino e scoprono da Radovan, un attimo prima che muoia, che Madame Gao si rifugia in Cina ad Anzhou, la stessa destinazione dove erano diretti Danny e i suoi genitori in aereo 15 anni prima, quando il volo precipitò sull'Himalaya. Danny è sconcertato da quella che non può essere soltanto una coincidenza.
Joy intanto si chiarisce col fratello e gli consiglia una vacanza in Sudamerica per riprendersi, ma proprio mentre Ward si reca in aeroporto scopre che la carta di credito non ha concesso la prenotazione del volo e che il suo conto personale segreto di 25 milioni di dollari è stato totalmente prosciugato. Si reca dal padre chiedendo spiegazioni, e Harold gli confessa che sapeva da tempo dell'appropriazione indebita che il figlio faceva nell'azienda per guadagnare illegalmente, ma che lo ha prosciugato soltanto per impedirgli di partire e di allontanarsi da lui, poiché sostiene che fosse il momento peggiore per abbandonarlo, definendo inoltre il figlio come un debole. In un raptus di follia, Ward afferra un pugnale e uccide il padre, occultandone poi il corpo.
- Citazioni e riferimenti: Danny annuncia al consiglio della Rand Enterprises di aver rilasciato un'intervista alla reporter del New York Bulletin Karen Page, ex segretaria dello studio legale Nelson&Murdock in Daredevil.

## La benedizione delle fratture multiple
- Titolo italiano proposto da Disney+: La benedizione di molte fratture
- Titolo originale: The Blessing of Many Fractures
- Diretto da: Kevin Tancharoen
- Scritto da: Tamara Becher-Wilkinson

Mentre Danny giunge all'attico di Harold Meachum cerca di avvisare Claire che è in pericolo di vita: quest'ultima fortunatamente viene tratta in salvo all'ultimo da Colleen e fuggono insieme. Giunto sul posto un attimo prima di Ward, Danny vede la stanza piena di sangue e capisce che Harold è stato ucciso. Giunto lì anche Ward, quest'ultimo fa finta di non sapere nulla e simula uno svenimento. Danny gli racconta di come la Mano ha scoperto il legame che lui aveva con Harold e di come pensa che siano stati loro ad ucciderlo e a far sparire il corpo. Infine racconta a Ward di come sia intenzionato a farla pagare alla Mano per vendicare Harold. Subito dopo che Danny se na va via, Ward pulisce con la candeggina la scena del crimine del quale in realtà è il colpevole.
Nel frattempo allo stesso Ward e a sua sorella Joy viene proposta una lauta buonuscita di 100 milioni a testa come liquidazione per uscire dall'azienda a seguito dello scandalo della fabbrica aziendale nociva a Staten Island (piuttosto che uscirne a mani vuote), ma Joy rifiuta per conto di entrambi senza essersi prima consultata col fratello. Quindi dopo un lungo dialogo fraterno, Joy capisce che quelli strani comportamenti di Ward sono dovuti al fatto che lui le ha sempre nascosto qualcosa da tempo, chiedendogli di rivelarle la verità e di confidarsi. Dopo un'altra esitazione, Ward decide di dire tutto e mostrare a Joy l'attico dove negli ultimi 12 anni il padre che lei credeva morto in realtà aveva vissuto minacciato dalla Mano. Ma proprio quando sono quasi giunti all'attico, in preda al rimorso per poi doverle raccontare anche di come in realtà lui ha recentemente ucciso il padre con le sue mani, Ward cambia idea e racconta una bugia alla sorella per depistarla.
Nel frattempo Danny, assieme a Claire e Colleen, parte per la Cina perché sospetta che sia stata Madame Gao a sabotare il volo nel quale 15 anni prima persero la vita i suoi genitori, poiché forse avevano sospettato dei traffici segreti e illegali che la donna ha sempre fatto di nascosto nella Rand Enterprises. Alla fine dopo una dura lotta con alcuni uomini della Mano a difesa del magazzino di Madame Gao, Danny trova conferma dei suoi sospetti dalla stessa donna e, tentato fino all'ultimo di ucciderla, riesce però ad autocontrollarsi come un vero Iron Fist deve fare e le risparmia la vita, per catturarla e riportarla a New York.
- Citazioni e riferimenti: Durante una conversazione Joy rivela a suo fratello di aver pagato un'investigatrice privata per delle foto ricattabili contro alcuni membri del consiglio, e che valeva ogni centesimo quando era sobria, chiaro riferimento a Jessica Jones.

## La signora delle mille agonie
- Titolo italiano proposto da Disney+: La signora di tutte le agonie
- Titolo originale: The Mistress of All Agonies
- Diretto da: Jet Wilkinson
- Scritto da: Pat Charles

Harold Meachum è vivo. Si risveglia in stato confusionale nello stagno dove Ward lo aveva nascosto e ritorna al suo attico ricordando pian piano ogni cosa. Alla sua vista Ward rimane sconcertato e spaventato, quindi il padre spiega al figlio che quando la Mano lo ha resuscitato 13 anni prima lo ha reso immortale. Alla richiesta di essere lasciato in pace, Harold acconsente ma in cambio vuole che venga coinvolta Joy, perché Harold ha bisogno di qualcuno che gli stia vicino e che sostituisca quindi Ward nei suoi compiti.
Al che Ward fa visita alla Triade chiedendo al capo se ci sia un modo per uccidere suo padre, ma riceve in tutta risposta che non vi è modo, anzi ogni volta che Harold muore diventa sempre più malvagio e incline ad uccidere le persone a cui tiene (cosa che viene confermata poiché Harold uccide a sangue freddo e inspiegabilmente il suo maggiordomo Kyle). L'unica soluzione è quindi la fuga. Probabilmente per tenerlo sotto controllo, Harold incastra Ward facendolo arrestare per possesso di droga e facendolo tenere sotto osservazione nello stesso ospedale psichiatrico in cui andó Danny poco tempo prima, sempre dal dottor Paul Hedmonds.
Joy, incuriosita dal palazzo dove pochi giorni prima Ward le stava per svelare il segreto del padre, vi si reca e Harold, osservandola dalle telecamere le fa strada e si rivela a lei, che rimane prima incredula e poi commossa per aver ritrovato suo padre.
Nel frattempo, su suggerimento di Claire, Danny si procura il penthotal, il farmaco che induce alla verità per scoprire da Madame Gao se lei aveva avuto davvero legami in passato coi suoi genitori. Sfortunatamente il farmaco non funziona su Madame Gao e la situazione peggiora quando Colleen inizia lentamente a morire per avvelenamento dovuto al taglio di una lama da samurai che le era stato inferto in Cina. I tre riescono a stendere una squadra Swat giunta sul posto per recuperare Gao, ma Colleen suggerisce di chiamare un suo amico come unica speranza per salvarla dall'avvelenamento. Giunto sul posto, seppur con diffidenza, Danny fa entrare l'uomo misterioso che si rivela essere Bakuto, dopo che l'uomo dimostra di aver steso gli uomini di Gao che circondavano l'edificio (Colleen chiama Bakuto con l'appellativo di "sensei"), suggerisce a Danny di rimuovere il veleno attraverso l'uso del potere dell'Iron Fist in maniera curativa.
Incredulo Danny stende il palmo della mano e riesce a curare Colleen, ma proprio in quel momento Danny perde i sensi e piombano i ninja della Mano che lo prelevano assieme a Madame Gao e lo portano via con l'approvazione di Bakuto e della stessa Colleen, che dichiara ad un'incredula Claire di non preoccuparsi poiché andrà tutto bene.

## La tigre nera strappa il cuore
- Titolo italiano proposto da Disney+: La tigre nera ruba il cuore
- Titolo originale: Black Tiger Steals Heart
- Diretto da: Peter Hoar
- Scritto da: Quinton Peeples

Danny si sveglia in un'accademia marziale gestita da Bakuto, che gli insegna come ricaricare il suo "chi". Il primo diventa sospettoso e si infiltra in un'area riservata, dove apprende da Gao, imprigionata, che si trova in un istituto della Mano, insinuando dubbi sui comportamenti di Colleen e Bakuto. Danny a questo punto si confronta con Colleen che, scusandosi per avergli mentito fin dall'inizio, afferma che Gao è il leader di una fazione malvagia della Mano, mentre Bakuto è un leader diverso. A questo punto Danny scopre che l'istituto sta conducendo una sorveglianza di massa e viene affrontato da Bakuto; una volta sopraffatto quest'ultimo, tenta di fuggire prima di essere circondato da agenti della Mano. Un assassino, rivelato come Davos, viene in suo aiuto. Il duo combatte contro vari soldati in prossimità di un cancello, che deve essere distrutto dal potere dell'Iron Fist ma Danny, accecato dalla rabbia, non è in grado di evocare il Pugno. Mentre il duo continua a combattere la Mano, Bakuto accoltella Rand con un oggetto sconosciuto. Colleen, in preda a sensi di colpa, riesce ad aprire il cancello, permettendo al duo di scappare, e riuscendo anch'essa a fuggire. Davos, alla fine, dice ad un Danny ferito che devono tornare a K'un-Lun, in quanto si è riaperto il passaggio e lui deve ritornare a svolgere il suo ruolo di difensore.
Nel frattempo, Harold uccide il membro del consiglio Wilkins, mettendolo in scena come suicidio. Joy riesce a convincere il consiglio a reintegrare i Meachum e Rand. Joy accusa il padre per il comportamento di Ward che ha dovuto nasconderle il fatto che fosse vivo, il padre si scusa e le promette che non ci saranno più dubbi sulla loro relazione, negando però il suo coinvolgimento nella morte di Wilkins.
Bakuto offre la sua collaborazione ad Harold durante la sua visita, ma quest'ultimo in seguito determina di ucciderlo.

## Riportare il cavallo nella stalla
- Titolo originale: Lead Horse Back to Stable
- Diretto da: Deborah Chow
- Scritto da: Ian Stokes

Danny dice a Davos che non torneranno a K'un-Lun finché la Mano non sarà distrutta a New York. Una volta giunti a casa di Claire, questa estrae il frammento dell'arma di Bakuto dalla ferita di Danny, fermando l'emorragia, ma non riuscendo a controllare l'infezione a causa della mancanza di antibiotici. Claire, seppur in collera, parla con Colleen e le fa capire dove si trova Danny e delle sue condizioni, così, mentre Rand si sta esercitando nel ricaricare il suo “chi“, questa arriva e cerca di farlo ragionare, invano. Va, pertanto, in un ospedale dove chiede ad un membro della Mano degli antibiotici.
Joy ha scoperto, dal tablet della Gao fornito da Danny, che Bakuto ha trasferito i soldi della Rand Enterprises sui propri conti. Harold formula un piano per stanare Bakuto e i suoi agenti dal complesso facendo sì che Joy blocchi i conti. Danny va all'attico ed accetta di uccidere Bakuto, con Joy contraria.
La Mano cattura Colleen fuori dall'ospedale e la porta nei sotterranei dell'accademia dove Bakuto decide di usarla per farla rinascere. Fuori dal recinto, nel frattempo, Rand e Davos aspettano Bakuto, seguendo il piano di Harold, aspettando il momento in cui Joy riesce a bloccare i conti della Mano per poter neutralizzare Bakuto. Davos continua a mettere in discussione il motivo di Danny per restare a New York. Colleen riesce a liberarsi e fugge, individuata da Danny, che si precipita ad aiutarla e calmarla. Davos li insegue furtivamente, scoprendo così la loro storia d'amore.
- Citazioni e riferimenti: Claire da a Danny una maglia pulita dicendo che appartiene "ad un suo amico", si tratta dell'eroe di Harlem Luke Cage

## Bloccare il grande marrone
- Titolo italiano proposto da Disney+: Fermare il grande capo
- Titolo originale: Bar the Big Boss
- Diretto da: Andy Goddard
- Scritto da: Scott Reynolds

Ward si trova rinchiuso e legato nell'ospedale del dottor Paul Edmonds quando viene Bakuto che gli somministra un antidoto alla droga di Madame Gao, promettendogli aiuto contro il padre, catturare Danny e lasciare definitivamente in pace lui e Joy. Cosicché riesce a fuggire dall'ospedale e si dirige verso l'attico, con in mano una pistola e chiedendo ad Harold di fargli prendere Joy per allontanarsi da lui e dai suoi progetti. Bakuto e i suoi agenti arrivano, prendendo in ostaggio i tre, ed effettua una videochiamata a Danny, sparando a Joy e dandogli mezz'ora per arrivare all'attico per salvare il trio.
Danny si trova nel mezzo di una discussione tra Davos e Colleen, con lei che ormai si è resa conto che il sensei non ha fatto altro che mentirle, mentre riceve la chiamata di Bakuto e contro le obiezioni di Davos, decide di andare a salvare i Meachum, arrivando poco prima che la Mano possa decapitare Harold, l'unico modo per ucciderlo definitivamente. La Mano ammanetta Danny, che si arrende spontaneamente per liberare i Meachum, e lo porta nella hall, dove usa il Fist per liberarsi; mentre Davos e Colleen intervengono attaccando gli agenti, Bakuto riesce a fuggire prima di essere messo alle strette dal trio.
Riuscito a raggiungerlo Colleen decide di combattere il sensei, sconfiggendolo ma rifiutandosi di ucciderlo, cosa che fa Davos dopo il rifiuto di Rand. Quest'ultimo ingaggia un duello con Davos e lo riesce a vincere, affermando che desidera essere sia Rand che Iron Fist. Davos, pertanto, parte per K'un-Lun mentre la coppia scopre che il corpo di Bakuto è sparito. Harold e Ward portano Joy in un ospedale ed il padre si complimenta con il figlio che ha dimostrato finalmente carattere portando Bakuto presso di lui. Danny e Colleen ritornano al dojo.
Il giorno dopo, Ward manda un messaggio a Danny, avvertendolo che Harold lo ha ingannato, infatti il dojo viene attaccato dagli agenti della DEA, che la coppia riesce a sconfiggere e fugge prima che arrivino altri agenti.

## Il drago gioca con il fuoco
- Titolo originale: Dragon Plays with Fire
- Diretto da: Stephen Surjik
- Scritto da: Scott Buck, Tamara Becher-Wilkinson s Pat Charles

Ward sta parlando con Hogarth nel suo ufficio per cercare di aiutare Danny, quando Harold entra nella Rand Enterprises e ne prende il controllo. Anche Danny riesce a parlare con Hogarth, la quale gli dà un fascicolo della DEA che riguarda i suoi presunti contatti con il cartello della droga.
Per provare la sua innocenza Danny e Colleen vanno nella struttura di Bakuto che risulta abbandonata. Tuttavia, trovano Madame Gao, la quale spiega a Danny del perché non riesca ad invocare il Fist: si sente in colpa per la morte dei genitori, lasciando inoltre il monastero per il suo senso di vendetta ha inquinato il suo "chi"; inoltre rivela loro che Harold era la mente del disastro aereo quindici anni prima.
Ward racconta a Joy delle azioni di Harold, dimostrandole le falsità del padre. Lei affronta quest'ultimo, che nega di aver incastrato Danny, ma capisce che la stava spiando da sempre, intuendo una crescente sete di potere, così decide di partire per una destinazione sconosciuta. Ward, a questo punto, si allea con la squadra di Rand per sconfiggere Harold. Il primo entra nella Rand Enterprises, ma viene notato da Harold, che lo ferisce; Claire crea una distrazione per Danny e Colleen che riescono ad infiltrarsi nell'edificio. Harold ordina ai suoi uomini di sparare a Danny, dal momento che l'Iron Fist non è affatto a prova di proiettile. Danny riesce a sopraffare gli agenti di Harold. Ward acquisisce le prove dell'innocenza di Rand mentre quest'ultimo segue Harold sul tetto, dove combattono fino all'arrivo di Ward che spara ad Harold, facendolo cadere dal grattacielo.
Ward crema il corpo del padre. In un incontro con Joy, Davos le dice che Rand deve essere ucciso, il discorso viene sentito da Gao. Danny convince Colleen ad accompagnarlo a K'un-Lun ma arrivati al cancello, lo trovano chiuso e circondato da corpi di uomini della Mano uccisi, con il monastero incredibilmente scomparso.